# Zoothera marginata
El zorzal flanquioscuro (Zoothera marginata) es una especie de ave paseriforme de la familia Turdidae propia de la región indomalaya.

## Descripción
El zorzal flanquioscuro mide entre 24 y 25 cm y pesa alrededor de 80 g. Tiene un pico negruzco especialmente largo para su género. Su plumaje es en general de tonos pardos, más oscuro en el píleo y de tonos castaños en las alas. Su garganta y pecho están monteados en blanco. Presenta una mancha negra en las coberteras auriculares. Su canto es una serie monótona de silbidos suaves.

## Taxonomía
Fue descrito científicamente en 1847 por el zoólogo inglés Edward Blyth, a partir de un espécimen recolectado en Rakáin, en Birmania.
Es una especie monotípica (carece de subespecies diferenciadas), y está cercanamente emparentado con otros zorzales del género Zoothera, en especial el zorzal piquilargo y el zorzal dorado del Himalaya. 

## Distribución y hábitat
La especie se distribuye discontínuamente por el Himalaya oriental y el sudeste asiático, como las zonas montañosas de Birmania, el norte de Tailandia, Laos, Vietnam y el extremo sur de China. El zorzal flanquioscuro generalmente es una especie sedentaria, aunque realiza desplazamientos en las montañas a altitudes más bajas en invierno, y puede encontrarse como divagante en Bangladés. 
Se encuentra en los bosques planifolios húmedos entre los 750 y los 2.100 m s. n. m., especialmente en zonas pantanosas y alrededor de arroyos de araas rocosas, además de zonas de carrizales y bambú de esos bosques. No es una especie abundante, pero además es probable que pase desapercibido debido a su plumaje críptico y comportamiento huidizo.